# Truccazzano
Truccazzano – miejscowość i gmina we Włoszech, w regionie Lombardia, w prowincji Mediolan.
Według danych w roku 2004 gminę zamieszkiwały 4353 osoby, 197,9 os./km².